# Die Freiheitlichen
Die Freiheitlichen (Els llibertaris) és un moviment polític sudtirolès creat el 1988 i dirigit per Ulli Mair i Pius Leitner. Els seus plantejaments són de liberalisme dretà i nacionalista, manté lligams amb el Partit Liberal d'Àustria (FPÖ) de Jörg Haider, acusat també de xenofòbia.

## Història
Fou creat el 1988 d'una escissió de membres de Junge Generation del Südtiroler Volkspartei per Christian Waldner, qui organitzà des del 1991 manifestacions a Brenner demanant la reunificació del Tirol. Però el trencament definitiu es produí el 1992, quan el SVP acceptà el Pacchetto i Waldner deixà el partit. Així crearen el 'Freiheitlichen Partei Sütdirols, amb Waldner de president i Haider com a model. A les eleccions regionals de Trentino-Tirol del Sud de 1993 va treure un 6% i dos consellers provincials, Waldner i Pius Leitner.
El 1994 Waldner fou acusat de mala gestió financera del partit, i el deixà per a fundar Die Liberalen, que des del 1996 es diu Bündnis 98. El 18 de febrer de 1997 Waldner fou assassinat en circumstàncies no aclarides. El dirigent de Die Freiheitlichen, Peter Paul Rainer, primer va confessar-se'n autor, però després es va desdir. Això perjudicà la imatge del partit, i a les eleccions regionals de 1998 només va treure el 2,5% i un conseller (Leitner).
A les eleccions provincials de 2003 es recuperà i assolí un 5% dels dos i dos consellers (Leitner i Mair); a les eleccions legislatives italianes de 2006 arribà al 5,35%, a les legislatives de 2008 arribà al 9,43%. El sostre l'ha assolit a les provincials de 2008 on ha estat el segon partit més votat amb un 14,3% i 5 consellers.

## Resultats electorals
| Consell Autònom del Tirol del Sud |        |      |        |     |
| Any                               | Vots   | %    | Escons | +/− |
| 1993                              | 18,669 | 6.1  | 2 / 35 | –   |
| 1998                              | 7,543  | 2.5  | 1 / 35 | 1   |
| 2003                              | 15,121 | 5.0  | 2 / 35 | 1   |
| 2008                              | 43,614 | 14.3 | 5 / 35 | 3   |
| 2013                              | 51,504 | 17.9 | 6 / 35 | 1   |
| 2018                              | 17,620 | 6.2  | 2 / 35 | 4   |
| 2023                              | 13,836 | 4.9  | 2 / 35 | =   |